# Edith Elmay

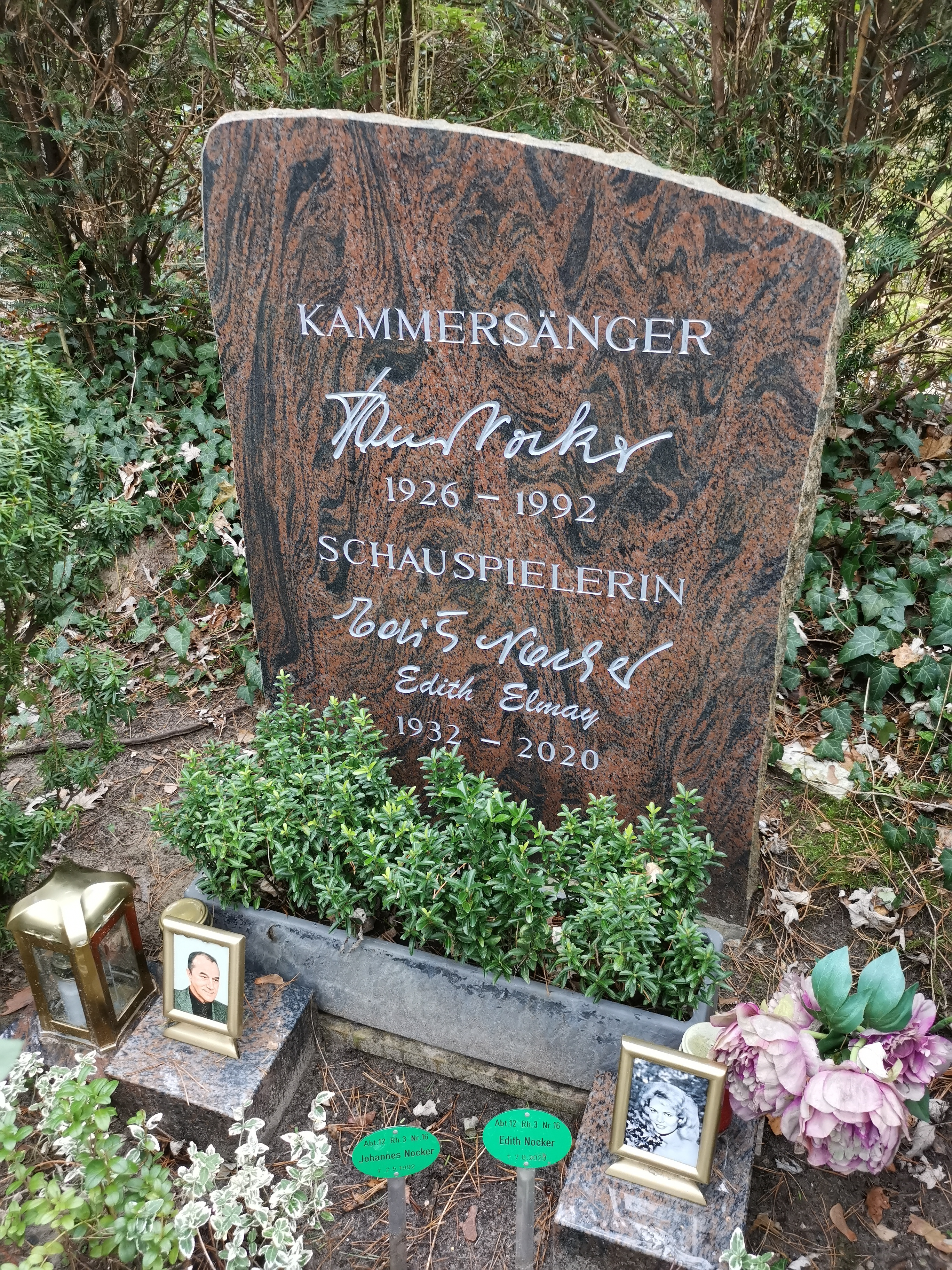
Grab auf dem Friedhof Berlin-Frohnau

Edith Elmay (geb. Hubmayr; * 24. Juli 1932 in Wien; † 7. August 2020 in Hohen Neuendorf) war eine österreichische Schauspielerin.

## Leben und Wirken
Edith Elmay besuchte das Konservatorium der Stadt Wien, nahm Schauspielunterricht bei Helmuth Krauss und begann ihre Karriere an verschiedenen Bühnen ihrer Heimatstadt. In der zweiten Hälfte der 1950er-Jahre erhielt sie Nebenrollen in Filmen wie Skandal in Ischl und Endstation Liebe. 1958 spielte sie an der Seite von Heinz Erhardt, Hans-Joachim Kulenkampff und Wolf Albach-Retty in Immer die Radfahrer. Ihre letzten Rollen spielte sie in Fernsehproduktionen, so 1964 in der Serie Wolken über Kaprun.
Die Schauspielerin war mit dem Opernsänger Hanns Nocker verheiratet, der 1992 in Berlin starb. Ihr Sohn Dirk Nocker und ihre Enkelin Paula Nocker sind ebenfalls in der Filmbranche tätig.

## Filmografie
- 1956: Die ganze Welt singt nur Amore
- 1957: Noch minderjährig (Unter Achtzehn)
- 1957: Eva küßt nur Direktoren
- 1957: Skandal in Ischl
- 1957: Endstation Liebe
- 1958: Auch Männer sind keine Engel (Wiener Luft)
- 1958: Gefährdete Mädchen
- 1958: Blitzmädels an die Front
- 1958: Immer die Radfahrer
- 1958: Die Straße
- 1958: Man ist nur zweimal jung
- 1958: Der veruntreute Himmel
- 1958: Meine 99 Bräute
- 1958: Das Dreimäderlhaus
- 1959: Whisky, Wodka, Wienerin (Rendezvous in Wien)
- 1959: Die gute Sieben (Fernsehfilm)
- 1959: Meine Tochter Patricia
- 1959: Mädchen für die Mambo-Bar
- 1959: Ich bin kein Casanova
- 1960: Bezaubernde Julia (Fernsehfilm)
- 1960: Es geschah an der Grenze (Fernsehserie, Folge 5 Nur ein kleiner Fisch)
- 1960: Soldatensender Calais
- 1960: Der brave Soldat Schwejk
- 1960: Mal drunter – mal drüber
- 1960: Sooo nicht, meine Herren!
- 1961: Familienpapiere (Fernsehfilm)
- 1961: Immer Ärger mit dem Bett
- 1961: Mariandl
- 1961: Regresa un desconocido
- 1964: Wolken über Kaprun (Fernsehserie, Folge 12 Die Seilbahn)